# NGC 6570
NGC 6570 ist eine Balken-Spiralgalaxie vom Hubble-Typ SBm im Sternbild Schlangenträger auf dem Himmelsäquator. Sie ist schätzungsweise 109 Millionen Lichtjahre von der Milchstraße entfernt und hat einen Durchmesser von etwa 55.000 Lichtjahren. Sie gilt als Mitglied der vier Galaxien zählenden NGC 6574-Gruppe (LGG 419).
Das Objekt wurde am 2. Juni 1864 von Albert Marth entdeckt.